# Ernst Richard von Tschirschky und Bögendorff
Ernst Richard von Tschirschky und Bögendorff (* 25. Oktober 1822 in Brieg, Schlesien; † 2. Dezember 1904 in Dresden) war ein deutscher Offizier, der von 1873 bis 1874 Kommandant des Herzoglich Braunschweigischen Infanterie-Regiments Nr. 92 war.

## Leben
Seine Eltern waren Ernestine von Rosenberg-Lipinsky (* 1784; † 1849) und der Grundbesitzer Ernst Wilhelm Ferdinand von Tschirschky und Bögendorff (* 1770; † 1844) auf Peterwitz etc., Landesältester. Er selbst trat am 13. März 1840 in das 29. Infanterie-Regiment ein, wo er am 18. Juli des Jahres zum Portepee-Fähnrich und am 27. Oktober 1842 zum Sekonde-Leutnant ernannt wurde. Am 1. September 1845 wechselte er zum 7. Infanterie-Regiment und nahm 1848 am Feldzug in Posen teil. Am 5. Mai 1855 wurde er zum Premier-Leutnent und am 18. September 1858 zum Adjutanten der 22. Infanterie-Brigade ernannt, ehe er am 12. März 1852 Hauptmann und am 1. Juli 1860 Adjutant der 11. Division wurde. Er wurde am 10. September 1861 Kompaniechef im 2. Niederschlesischen Infanterie-Regiment Nr. 47 und nahm im Jahr 1866 am Krieg gegen Österreich teil, wo er am 30. Oktober des Jahres zum Major und etatmäßigen Stabsoffizier des Infanterie-Regiments Nr. 82 wurde. Am 2. April 1868 wurde er Kommandeur des Füsilier-Bataillons und wurde für seinen Einsatz 1870/71 im Krieg gegen Frankreich mit dem Eisernen Kreuz 1. Klasse dekoriert. Während des Krieges wurde er am 6. August 1870 bei Wörth verwundet und am 18. August 1871 zum Oberstleutnant ernannt. Nach seiner Beförderung am 22. März 1873 zum Oberst wurde er vom 31. März 1873 bis 15. April 1874 Kommandant des Herzoglich Braunschweigischen Infanterie-Regiments Nr. 92.